# 美味棒

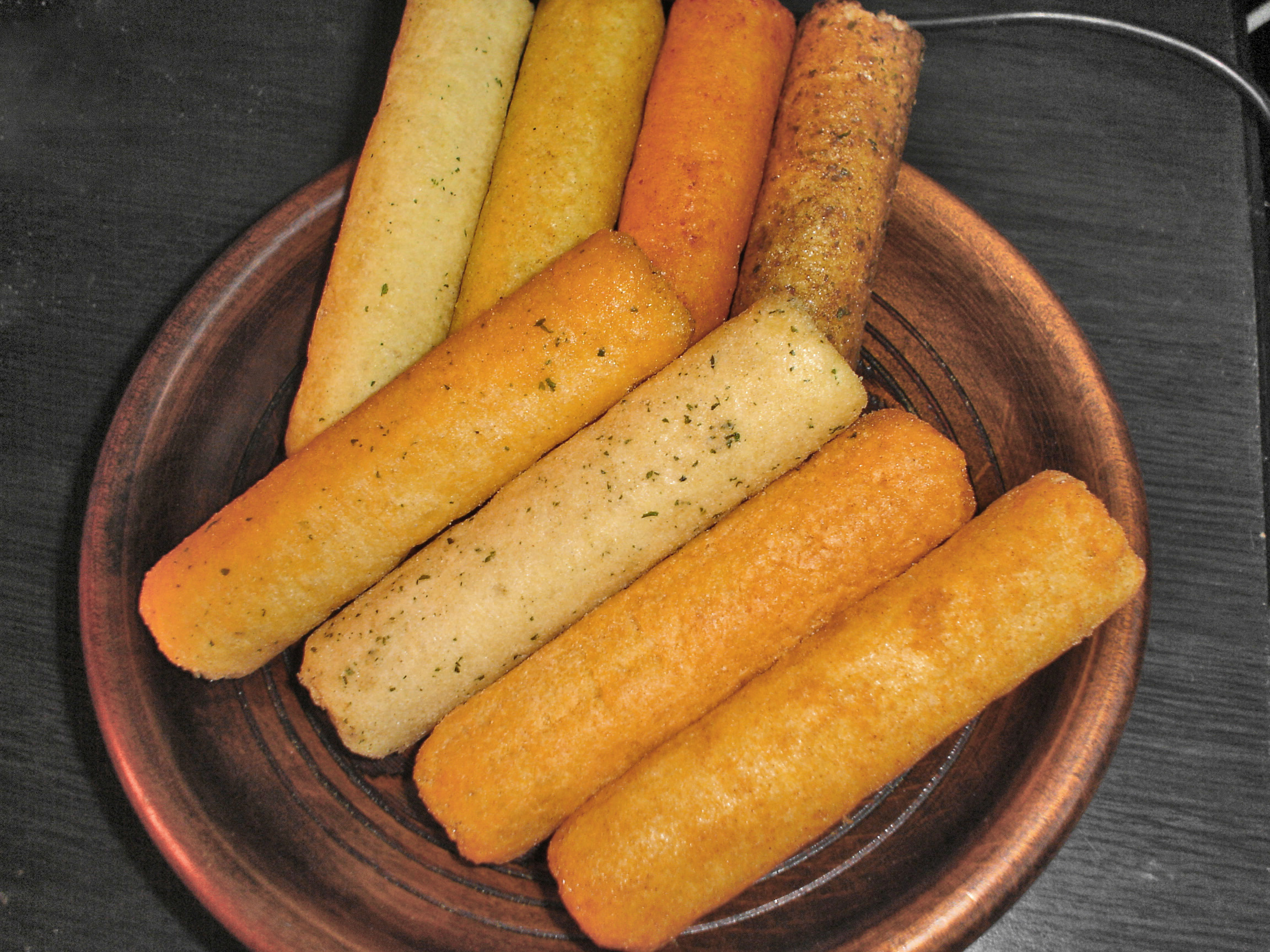
不同味道的美味棒

美味棒（日语：うまい棒）是一種日本零食，由Yaokin生產，於1979年上市。這種零食主要使用粟米粉製作，並且加入鹽、糖及味精調味，同時根據產品的口味加入不同成分和調味品。

## 味道
美味棒在1979年剛銷售時只有燒汁味，第二年增加到六種口味，味道的種類其後漸漸增加，也有一些口味因市場反應等原因而停產，在2021年生產中的口味多達19種，統計顯示最受歡迎的口味前三位分別是粟米濃湯、明太子和章魚燒，隨後是芝士、薄甜脆餅、朱古力、蔬菜沙律、納豆、意式肉腸和照燒漢堡。

## 低廉價格
美味棒於1979年7月推出市場，當時每支售價10日圓，之後數十年都沒有漲價，不但成為「日本國民零食」，還被譽為「10円の守護神」（10日圓的守護神），日本的抗通脹象徵。雖然為了維持10日圓的售價，生產商曾經調整美味棒的長度和重量，但產品依然比剛上市時大件，而根據日本市場研究，每支美味棒的成本約7日圓，每賣出一支，公司在帳面上只賺得3日圓，年產量則到達7億支。美味棒的負責人接受《每日新聞》訪問時稱「我們想提供的不僅是美味的零食，還有樂趣和驚喜。」
每支10日圓的售價維持達42年，至2022年4月才因為材料及運輸費上漲加價至每支12日圓。

## 岸田訪烏
日本首相岸田文雄在2023年3月21日在俄羅斯入侵的戰火下訪問烏克蘭首都基輔，與烏克蘭總統澤連斯基會面，日本傳媒在當局發放的影像中發現日本訪問團的成員將一個烤雞味美味棒的紙箱帶上開往基輔的火車，引來多方猜測，包括認為澤連斯基喜歡吃烤雞，因此以為岸田將烤雞味美味棒作為外交禮物，然而美味棒生產商回應查詢時表示沒有將美味棒作為援助物資送給烏克蘭，也沒有接到外交部的訂單。數天後，日本政府公佈烤雞味美味棒紙箱內裝著的是一個長達半米、來自岸田故鄉廣島縣的宮島「必勝飯勺」，後來媒體刊出多個美味棒紙箱堆放在一起的照片，認為由於美味棒是易碎零食會使用硬度較高的包裝紙箱，因此外交部當日就選擇了美味棒的紙箱去運送訪問基輔的隨行物品。